# (7172) Multatuli
(7172) Multatuli (1988 DE2) – planetoida z pasa głównego asteroid okrążająca Słońce w ciągu 3,77 lat w średniej odległości 2,42 j.a. Odkryta 17 lutego 1988 roku.